# خمس مآذن في نيويورك
خمس مآذن في نيويورك (بالإنجليزية: Five Minarets in New York)‏ هو فيلم حركة تم إنتاجه في الولايات المتحدة وصدر في سنة 2010. الفيلم من إخراج محسون قرمز غل، وذلك بعد النجاح الذي حققه في فيلميه السابقين «الملاك الأبيض» «ورأيت الشمس». وقام قرمزيغول بكتابة سيناريو الفيلم.
وجرى تصوير هذا الفيلم في ثلاثة أماكن مختلفة هي: نيويورك، إسطنبول، وبتليس (ولاية شرقي تركيا)، ويقوم بالتمثيل في هذا الفيلم مجموعة من الممثلين الأتراك والأجانب، ويدور نصف أحداث الفيلم في الولايات المتحدة.

## قصة
تدور قصة الفيلم حول رجلين من شرطة مكافحة الارهاب في إسطنبول، ارسلو إلى نيويورك لايجاد زعيم ديني تركي (يطلق عليه اسم الدجال أو الحج غوميز) واعادته إلى تركيا. ويركز الفيلم على الإسلام في تركيا والولايات المتحدة بعد اعتداءات 11 سبتمبر/ايلول.

## بطولة
- داني غلوفر
- جينا غيرشون
- روبرت باتريك

## روابط خارجية
- خمس مآذن في نيويورك على موقع IMDb (الإنجليزية)
- خمس مآذن في نيويورك على موقع روتن توميتوز (الإنجليزية)
- خمس مآذن في نيويورك على موقع نتفليكس (الإنجليزية)
- خمس مآذن في نيويورك على موقع ألو سيني (الفرنسية)
- خمس مآذن في نيويورك على موقع أول موفي (الإنجليزية)
- خمس مآذن في نيويورك على موقع فيلمافينيتي (الإسبانية)
- خمس مآذن في نيويورك على موقع قاعدة بيانات الأفلام السويدية (السويدية)
- خمس مآذن في نيويورك على موقع قاعدة بيانات الفيلم (الإنجليزية)
- خمس مآذن في نيويورك على موقع ليتربوكسد (الإنجليزية)
- خمس مآذن في نيويورك على موقع كينوبويسك (الروسية)